# Aguacate Lagoon
Aguacate Lagoon är en sjö i Belize. Den ligger i distriktet Cayo, i den centrala delen av landet, 30 kilometer väster om huvudstaden Belmopan. Aguacate Lagoon ligger 96 meter över havet.